# Ủy ban Quản lý toàn diện xã hội Trung ương Đảng Cộng sản Trung Quốc
Ủy ban Quản lý toàn diện xã hội Trung ương (tiếng Trung: 中央社会管理综合治理委员会; Hán-Việt: Ủy ban Trị lý Tống hợp Quản lý Xã hội Trung ương; bính âm: Zhōngyāng Shèhuì Guǎnlǐ Zōnghé Zhìlǐ Wěiyuánhuì) được gọi tắt là Ủy Trị Tống Trung Cộng là cơ quan trực thuộc Trung ương Đảng,chịu trách nhiệm hỗ trợ cho Đảng và Quốc vụ viện về các vấn đề liên quan đến thực thi pháp luật và quản lý xã hội.Chủ nhiệm thường là Ủy viên Bộ Chính trị và Bí thư Ủy ban Chính Pháp Trung ương.

## Chức năng chính
- Nghiên cứu đề xuất các chủ trương,chính sách quản lý toàn diện xã hội và thi hành
- Phối hợp với các cơ quan Nhà nước và địa phương về lĩnh vự quản lý toàn diện xã hội
- Chỉ đạo,phối hợp,thúc đẩy các địa khu,các ban ngành thi hành các biện pháp quan trọng
- Tổng kết hoạt động thực tiễn kinh nghiệm,để từng bước nâng cao quản lý toàn diện xã hội

## Lãnh đạo các thời kỳ
- Kiều Thạch (1991-1993,Chủ nhiệm Ủy ban Quản lý toàn diện Trị an xã hội Trung ương)
- Nhậm Kiến Tân (1993-1998,Chủ nhiệm Ủy ban Quản lý toàn diện Trị an xã hội Trung ương)
- La Cán (1998-2007,Chủ nhiệm Ủy ban Quản lý toàn diện Trị an xã hội Trung ương)
- Chu Vĩnh Khang (2007-2012,từ 9/2011 Chủ nhiệm Ủy ban Quản lý toàn diện xã hội Trung ương)
- Mạnh Kiến Trụ (2012-nay,Chủ nhiệm Ủy ban Quản lý toàn diện xã hội Trung ương)

## Thành viên Ủy ban

### Ban lãnh đạo
- Chủ nhiệm:Mạnh Kiến Trụ
- Phó Chủ nhiệm:Trần Huấn Thu

### Văn phòng
- Chủ nhiệm:Trần Huấn Thu
- Phó Chủ nhiệm chuyên trách:Từ Hiển Minh